# أبو سعن
أَبُو سُعْنٍ (بالإنجليزية: Leptoptilos)‏ طائر من فصيلة اللقالق. كبير الحجم كما له أرجل طويلة جناحه أسود صدره أبيض ذو منقار طويل. يعد من الطيور القمامة حيث يلتقط ما يتبقى من الجيف.

## أنواع
أنواع هذا الجنس:
- كود سباركل
- تحديث القائمة

أبو سعن الأفريقي 
اسم علمي: Leptoptilos crumenifer

أبو سعن الصغير 
اسم علمي: Leptoptilos javanicus

أبو سعن الكبير 
اسم علمي: Leptoptilos dubius